# Genea brevirostris
Genea brevirostris là một loài ruồi trong họ Tachinidae.